# Billy Hindmarsh
John William „Billy“ Hindmarsh (* 26. Dezember 1919 in Crook; † 28. November 1994 in Spennymoor) war ein englischer Fußballspieler. Als rechter Verteidiger gewann er mit dem FC Portsmouth in den Jahren 1949 und 1950 zwei englische Meisterschaften in Serie und absolvierte dabei 44 von 84 Ligapartien.

## Karriere
Hindmarsh begann seine fußballerische Laufbahn in der nordostenglischen Heimat, ab 1938 spielte er beim AFC Willington. Mit dem Klub erreichte er im April 1939 das Endspiel des FA Amateur Cups gegen den FC Bishop Auckland. Obwohl das Finale mit 0:3 verloren ging, machte er nachhaltig auf sich aufmerksam, so dass er kurz darauf von dem Erstligisten FC Portsmouth unter Vertrag genommen wurde. Üblicherweise als rechter Verteidiger oder zeitweise als rechter Außenläufer agierend, debütierte er nach dem Zweiten Weltkrieg im September 1946 gegen den FC Blackpool (4:3) für den verletzten Harry Ferrier auf der linken Abwehrseite. Im weiteren Verlauf der ersten Nachkriegssaison 1946/47 absolvierte er weitere fünf Begegnungen, nunmehr als Vertretung für den etatmäßigen Rechtsverteidiger Phil Rookes. Im Jahr darauf blieben seine Bewährungschancen rar und nur einmal lief Hindmarsh in der Saison 1947/48 für „Pompey“ auf.
In den folgenden beiden Jahren zwischen 1948 und 1950 gewann der FC Portsmouth zwei englische Meisterschaften in Serie. Dabei wurden im Nachgang stets in der Abwehr Spieler wie Rookes, Ferrier und Torwart Ernie Butler als Korsett des Erfolgsteams beschrieben. In dieser Zeit war es jedoch der zumeist als „zuverlässig“ beschriebene Hindmarsh, der die meisten Partien auf der rechten Abwehrposition bekleidete. In der Spielzeit 1948/49 verletzte sich zunächst Rookes in einem FA-Cup-Spiel und wurde durch Jasper Yeuell ersetzt. Dessen Serie von elf Pflichtspieleinsätzen endete mit der enttäuschenden 1:3-Pokalhalbfinalniederlage gegen den Zweitligisten Leicester City. Danach war Hindmarshs Zeit gekommen, der auf dem Weg zum Meistertitel die letzten zehn Spiele absolvierte. Dessen ungeachtet eroberte sich Yeuell zu Beginn der Saison 1949/50 zunächst den Stammplatz zurück, aber zum vierten Spiel gab Hindmarsh sein Comeback und er war mit insgesamt 39 Pflichtspieleinsätzen (davon 34 in der Liga zur Titelverteidigung) eine maßgebliche Stütze der Mannschaft.
Nur kurz darauf endete sein „Höhenflug“ und nach gerade einmal fünf weiteren Einsätzen in der Saison 1950/51 verließ er den Klub im Juli 1951 in Richtung des Drittligisten Swindon Town. Hindmarsh bestritt dort die ersten elf Ligaspiele der neuen Saison 1951/52, bevor er aufgrund einer Verletzung länger pausieren musste. Während dieser Zeit konnte sich George Hunt, der zuvor selbst acht Monate außer Gefecht gesetzt war, den Platz auf der rechten Abwehrseite zurückerobern und bereits im April 1952 stellte Swindon Town Hindmarsh frei. Dieser kehrte in den englischen Nordosten zurück und spielte fortan niederklassig für Spennymoor United. In Spennymoor verstarb er auch Ende November 1994 im Alter von 74 Jahren.

## Titel/Auszeichnungen
- Englischer Fußballmeister (2): 1949, 1950
- Charity Shield (1): 1949 (geteilt)